# محمد جراحی
محمد جراحی (درگذشته ۱۳ مهر ۱۳۹۶) عضو کمیته پیگیری ایجاد تشکل‌های کارگری، عضو سندیکای نقاشان ساختمانی، فعال کارگری و زندانی سیاسی سابق، ایرانی و اهل شهر تبریز است.

## بازداشت و زندان
محمد جراحی بار اول در سال ۱۳۸۶ به دلیل فعالیت کارگری بازداشت شد و به اتهام فعالیت تبلیغی علیه نظام به ۱۴ ماه زندان حکوم شد؛ ولی بعدتر با قرار وثیقه از زندان آزاد شد.
بار دوم در سال ۱۳۸۷ به حکم دادگاه دستگیر شد و مدت یک ماه در زندان بود. دادگاه او را به حبس تعلیقی محکوم کرد ولی با این حال مدتی را در زندان گذراند.
بار آخر همراه با شاهرخ زمانی و تعدادی از فعالین دانشجویی تبریز در خرداد ماه ۱۳۹۰ توسط اداره اطلاعات تبریز بازداشت شد و بعد از گذشت دو ماه از زمان بازداشت، توسط دادگاه انقلاب تبریز به ۵ سال زندان تعزیری محکوم شد.
او طی نامه‌ای که از زندان خطاب به سازمانهای کارگری و اتحادیه‌ها ی سراسر دنیا نوشت حکم خود را نا عادلانه خواند، و اعلام داشت که فعالیت‌های او تنها برای دفاع از حقوق کارگران بوده‌است. وی در سال ۱۳۹۲ نوشت: «من یک کارگرم و تا ایجاد تشکل‌ها و سندیکاهای کارگری فعالیت خواهم کرد.»
محمد جراحی تمام مدت ۵ سال را بدون یک روز مرخصی در زندان مرکزی تبریز گذراند.

## بیماری
محمد جراحی در زندان به بیماری سرطان تیروئید مبتلا شد؛ وی متعاقباً طی نامه‌ای که در مهر ماه ۱۳۹۲ از زندان نوشت با شرح بیماری خود، قطع درمان خود را به دلیل توهین و بدرفتاری از جانب زندانبانان اعلام کرد؛ و از زندان به بیمارستان انتقال یافت و تحت عمل جراحی قرار گرفت. اما مسئولین قضایی با مرخصی درمانی او موافقت نکردند و پس از عمل او را به زندان بازگرداندند.
او پس از آزادی به دلیل عود کردن بیماریش در بیمارستانهای تبریز بستری و در روز ۱۰ مهر ۱۳۹۶ به بیمارستان شهدای تجریش در تهران منتقل شد و قبل از این که در این بیمارستان بار دیگر تحت عمل جراحی قرار بگیرد، درگذشت.

## درگذشت
محمد جراحی صبح روز پنجشنبه ۱۳ مهر ۱۳۹۶ پس از مدتها مبارزه با سرطان در سن ۶۰ سالگی در بیمارستان شهدای تجریش درگذشت.مراسم خاکسپاری وی روز ۱۴ مهر در گورستان «وادی رحمت تبریز» با حضور اعضای خانواده و همکاران و دوستان وی برگزار و به خاک سپرده شد. در این مراسم جعفر عظیم زاده دبیر هیئت مدیره اتحادیه آزاد کارگران ایران و چند تن از دوستان وی سخنرانی کردند.
بر پایه گزارش‌های منتشر شده از سوی فعالان صنفی و تشکل‌های کارگری در شبکه‌های اجتماعی، محمد جراحی هنگام گذراندن دوره پنج ساله حبس خود در زندان تبریز بیمار شد اما به گفته کمیته پیگیری ایجاد تشکل‌های کارگری،‌ مسئولان زندان این موضوع را مهم ارزیابی نکرده بودند. محمد جراحی با پایان دوره پنج سال زندانش در سال ۹۵ و مراجعه به پزشکان متخصص متوجه شد که به سرطان مبتلا شده است و تحت درمان قرار گرفت اما به دلیل پیشرفته بودن این بیماری درگذشت.